# Бињен
Бињен (фр. Bugnein) насеље је и општина у југозападној Француској у региону Аквитанија, у департману Атлантски Пиринеји која припада префектури Олорон Сен Мари.
По подацима из 2011. године у општини је живело 221 становника, а густина насељености је износила 19,45 становника/km². Општина се простире на површини од 11 km². Налази се на средњој надморској висини од 116 метара (максималној 251 m, а минималној 98 m).

## Демографија
| 1962. | 1968. | 1975. | 1982. | 1990. | 1999. | 2011. |
| ----- | ----- | ----- | ----- | ----- | ----- | ----- |
| 299   | 264   | 256   | 243   | 236   | 245   | 221   |

График промене броја становника у току последњих година